# Boris Griebiennikow
Boris Wasiljewicz Griebiennikow (ros. Борис Васильевич Гребенников; ur. 18 października 1958 w Karagandzie) – radziecki siatkarz, grający na pozycji środkowego.
Posiada również obywatelstwo francuskie.
Jego synem jest francuski siatkarz Jenia Grebennikov grający na pozycji libero. Wielokrotnie nagradzany na wielu turniejach jako najlepszy libero.

## Sukcesy trenerskie

### klubowe
Puchar Francji:
- 2012

Superpuchar Tunezji:
- 2018

Puchar Ligi Tunezyjskiej:
- 2018